# Spinosatibiapalpus
Genre
Spinosatibiapalpus est un genre d'araignées mygalomorphes de la famille des Theraphosidae.

## Distribution
Les espèces de ce genre se rencontrent à Trinité-et-Tobago, au  Panama, en Colombie et au Pérou.

## Liste des espèces
Selon World Spider Catalog (version 25.5, 15/11/2024) :
- Spinosatibiapalpus bora Sherwood & Gabriel, 2021
- Spinosatibiapalpus cambrai Gabriel & Sherwood, 2022
- Spinosatibiapalpus neisi Osorio, Benavides & Bolaño-Manjarres, 2024
- Spinosatibiapalpus paula Bolaño-Manjarres, Benavides & Osorio, 2024
- Spinosatibiapalpus spinulopalpus (Schmidt & Weinmann, 1997)
- Spinosatibiapalpus tansleyi Gabriel & Sherwood, 2020
- Spinosatibiapalpus trinitatis (Pocock, 1903)

## Systématique et taxinomie
Ce genre a été décrit par Gabriel et Sherwood en 2020 dans les Theraphosidae.

## Publication originale
- Gabriel & Sherwood, 2020 : « Revised taxonomic placement of Pseudhapalopus Strand, 1907, with notes on some related taxa (Araneae: Theraphosidae). » Arachnology, vol. 18, no 4, p. 301-316.